# Eupithecia rotundopunctata
Eupithecia rotundopunctata är en fjärilsart som beskrevs av Alpheus Spring Packard 1896. Eupithecia rotundopunctata ingår i släktet Eupithecia och familjen mätare. Inga underarter finns listade i Catalogue of Life.